# Heinz Harmel
Heinz Harmel (29 de junio de 1906 - 2 de septiembre de 2000) fue un general alemán de las Waffen-SS durante la Segunda Guerra Mundial. También fue un beneficiario de la Cruz de Caballero de la Cruz de Hierro con hojas de roble y espadas. La Cruz de Caballero de la Cruz de Hierro con hojas de roble y espadas se concedía para reconocer el liderazgo de extrema valentía en el campo de batalla o el éxito militar.

## Biografía

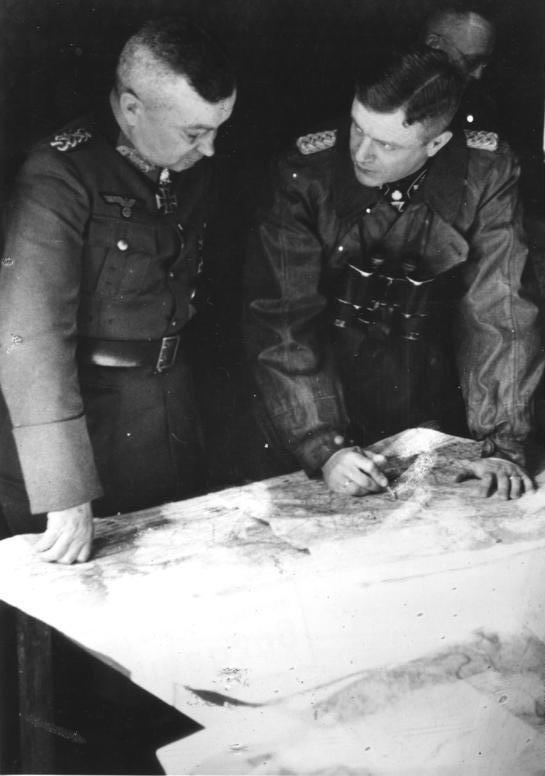
Heinz Harmel (derecha) con el Generalfeldmarschall Walter Model en Arnhem.

### Primeros años
Heinz Harmel nació el 29 de junio de 1906, en Metz, la fortaleza más grande del Imperio alemán. Harmel fue el hijo de un oficial médico del 67 º Regimiento de Infantería en Magdeburgo. Una carrera militar parecía ofrecer mejores oportunidades para él. Voluntario en 1926, Heinz Harmel se alistó en la Reichswehr, en la Compañía 15 del 6 º Regimiento de Infantería en Ratzeburg. Sin embargo, el Reichswehr, cuyo tamaño fue limitado por el Tratado de Versalles, no le permitió seguir una carrera militar activa, por lo que Harmel continuó sirviendo en la reserva del ejército, donde alcanzó el rango de Oberfeldwebel.
Cuando Adolf Hitler llegó al poder en 1933, Harmel se retiró del Ejército y el 2 de octubre de 1935, entró a la SS-Verfügungstruppe (Más tarde conocido como las Waffen-SS) como SS-Oberscharführer y fue asignado a la 1.ª Compañía de la SS-Standarte "Germania" en Hamburgo. El 30 de enero de 1937, Harmel fue promovido a  SS-Untersturmführer y se desempeñó como comandante de pelotón en la Compañía 7 de la SS-Standarte "Deutschland" en Múnich. El 30 de enero de 1938, Harmel obtuvo el rango de SS-Obersturmführer. Después de la anexión de Austria al Reich alemán, el 13 de marzo de 1938, Harmel se trasladó con su unidad a Klagenfurt, capital de Carintia. Allí, Harmel fue nombrado como comandante de la 9 ª Compañía del SS-Regiment "Der Führer". El 30 de enero de 1939, Harmel fue promovido a la categoría de SS-Hauptsturmführer, capitán.

### Segunda Guerra Mundial
Durante la batalla de Francia, en 1940, Harmel luchó con su compañía en Holanda y Flandes, donde recibió la Cruz de Hierro 2.ª y 1.ª clase, y la Insignia de Asalto de Infantería. Entonces, Harmel partió al sur de Francia. El 1 de enero de 1941, Harmel se convirtió en comandante del Batallón 2 del SS-Infanterie-Regiment "Der Führer". En abril de 1941, Harmel participó en la Campaña de los Balcanes. En Belgrado, Harmel fue ascendido al rango de SS-Sturmbannführer, mayor. En junio de 1941, la ofensiva alemana (Operación Barbarroja) se inició en contra de la Unión Soviética. Con la SS-Infanterie-Division (mot.) "Reich" (Conocida después como la 2. SS-Panzer-Division "Das Reich"), bajo el mando del SS-Gruppenführer Paul Hausser, Harmel participó en las luchas cerca de Jelna. Para esta acción, Harmel fue galardonado con la Cruz Alemana en oro en el 29 de noviembre de 1941.
El 4 de diciembre de 1941, Harmel tomó el mando del SS-Infanterie-Regiment "Deutschland", cuyo comandante, el SS-Oberführer  Wilhelm Bittrich, reemplazó al SS-Gruppenführer Paul Hausser como comandante de división, cuando fue herido de gravedad. Harmel se convirtió oficialmente en comandante del SS-Infanterie-Regiment "Deutschland" el 18 de junio de 1942. Fue ascendido al rango de SS-Obersturmbannführer, teniente coronel, el 20 de octubre de 1942. Durante el invierno de 1942-1943, Harmel luchado con sus hombres cerca de Rzhev-Oskol, con valentía y abnegación. Harmel participó en la captura de Járkov el 15 de marzo de 1943. Se distinguió por atacar con su regimiento en la noche. Para honrar a estos actos heroicos, Heinz Harmel recibió la Cruz de Caballero de la Cruz de Hierro, el 31 de marzo de 1943. También recibió la Insignia de Destrucción de Tanques. Esta insignia fue instituida por Adolf Hitler el 9 de marzo de 1942 para honrar a individuos que por sí solo destruyeran un tanque enemigo con explosivos de mano. El 20 de abril de 1943, Harmel fue ascendido al rango de SS-Standartenführer. El 7 de septiembre de 1943, recibió la Cruz de Caballero de la Cruz de Hierro con Hojas de Roble y el Broche de Combate Cuerpo a Cuerpo en plata.
Desde marzo a abril de 1944, SS-Standartenführer Harmel siguió un entrenamiento para comandantes de división en Hirschberg. En abril de 1944, Heinz Harmel tomó el mando de la 10.ª División Panzer "Frundsberg" de las SS y el 18 de mayo de 1944, Harmel fue promovido a SS-Oberführer. El 9 de septiembre de 1944, Harmel fue ascendido al rango de SS-Brigadeführer. A los 38 años de edad, Harmel era llamado respetuosamente por sus hombres "Der Alte" (El Viejo), ya que a menudo ellos mismos eran adolescentes. La 10 ª División Panzer de las SS "Frundsberg" se componía teóricamente de 19.513 hombres, pero debido a las numerosas bajas por combates nunca llegó a esta cifra.
Durante el verano de 1944 la división se trasladó del Frente Oriental al Frente Occidental, en Normandía. Harmel había recibido la orden de romper las líneas enemigas, para liberar a las unidades alemanas, atrapadas en la bolsa de Falaise. En agosto de 1944, aproximadamente 125.000 soldados alemanes del 7.º Ejército estaban rodeados. La operación terminó con fuertes pérdidas y graves daños. Harmel fue enviado a los Países Bajos. Luchó por la defensa del Reich en contra de la ofensiva aliada (Operación Market Garden). Se distinguió de nuevo durante la batalla. Después de las luchas alrededor de la ciudad de Nimega, Harmel recibió la Cruz de Caballero de la Cruz de Hierro con hojas de roble y espadas el 15 de diciembre de 1944. Su división se trasladó luego a Alsacia, donde Harmel recibió la orden de establecer una cabeza de puente para unirse a la bolsa de Colmar. SS-Brigadeführer Harmel puso fin a la guerra en mayo de 1945, en Spremberg.

### Posterior a la Segunda Guerra Mundial
Harmel fue prisionero de guerra en el Reino Unido durante 2 años. Tras su liberación, regresó a Alemania y trabajó como representante de ventas. Cuarenta años después de la Batalla de Normandía, Heinz Harmel recibió una medalla conmemorativa en Bayeux. Heinz Harmel fue uno de los oficiales más condecorados de las Waffen-SS durante la Segunda Guerra Mundial. Heinz Harmel murió en Krefeld, el 2 de septiembre de 2000.

## Condecoraciones
- Medalla de herido en negro
- Insignia de Asalto de Infantería en plata
- Insignia de Destrucción de Tanques
- Cruz de Hierro 2.ª y 1.ª clase
- Cruz Alemana en oro
- Broche de Combate Cuerpo a Cuerpo en plata
- Cruz de Caballero de la Cruz de Hierro con hojas de roble y espadas

## Cultura popular
En la película A Bridge Too Far de 1977, el actor alemán Hardy Kruger retrata a un personaje llamado SS-Brigadeführer Ludwig, el cual se basó en Heinz Harmel y Harzer Walter. Harmel no quiso que su nombre fuese mencionado en la película.